# Trud (obwód włodzimierski)
Trud (ros. Труд) – osiedle w Rosji, w obwodzie włodzimierskim, w rejonie pietuszyńskim. W 2010 liczyło 860 mieszkańców.